# Kruchaweczka meduzogłowa
Kruchaweczka meduzogłowa (Psathyrella caput-medusae (Fr.) Konrad & Maubl.) – gatunek grzybów należący do rodziny kruchaweczkowatych (Psathyrellaceae).

## Systematyka i nazewnictwo
Pozycja w klasyfikacji według Index Fungorum: Psathyrella, Psathyrellaceae, Agaricales, Agaricomycetidae, Agaricomycetes, Agaricomycotina, Basidiomycota, Fungi.
Takson ten po raz pierwszy opisał Elias Fries w 1838 r. nadając mu nazwę Agaricus caput-medusae. Obecną, uznaną przez Index Fungorum nazwę nadali mu Paul Konrad i André Maublanc w 1960 r.
Synonimy:
- Agaricus caput-medusae Fr. 1838
- Agaricus jerdonii Berk. & Broom 1861
- Drosophila caput-medusae (Fr.) Kühner & Romagn. 1953
- Drosophila caput-medusae var. depauperata (J.E. Lange) Kühner & Romagn. 1953
- Drosophila jerdonii (Berk. & Broome) Kühner & Romagn. 1953
- Drosophila jerdonii (Berk. & Broome) J. Favre 1958
- Fungus caput-medusae (Fr.) Kuntze 1898
- Fungus jerdonii (Berk. & Broome) Kuntze 1898
- Geophila caput-medusae (Fr.) Quél. 1886
- Psathyrella caput-medusae var. depauperata 1983
- Psathyrella jerdonii (Berk. & Broome) Konrad & Maubl 1949
- Stropharia caput-medusae (Fr.) P. Karst. 1879
- Stropharia caput-medusae var. alba P. Karst. 1883
- Stropharia caput-medusae var. depauperata J.E. Lange, 1923
- Stropharia jerdonii (Berk. & Broome) Sacc. 1887

Polską nazwę zaproponował Władysław Wojewoda w 2003 r.

## Morfologia
Kapelusz
Średnica 3–6 cm, początkowo dzwonkowaty, potem stożkowato-dzwonkowaty, w końcu rozpostarty z tępym garbem. Młode okazy przykrywa włókienko-łuskowata biała osłona. Potem podczas wzrostu owocnika na środku osłona znika i staje się on brązowy, brzeg pozostaje białawy z odstającymi włóknistymi łuskami.
Trzon
Wysokość 7 do 11 cm, grubość do 8 mm, walcowaty, przy podstawie zwężony. Powierzchnia początkowo włóknisto-łuskowata i biaława, potem z resztek osłony tworzy się podwójny pierścień, a na trzonie powstają odstające łuski.
Blaszki
Wąsko przyrośnięte, szerokie, początkowo białawe, potem czekoladowo-brązowe z ciemnymi cętkami. Ostrza jaśniejsze.

## Występowanie
Znane jest występowanie Psathyrella caput-medusae w Europie. Do 2020 r. w Polsce podano 4 stanowiska pewne i jedno wątpliwe. Jest rzadki. Znajduje się na Czerwonej liście roślin i grzybów Polski. Ma status V– gatunek narażony na wymarcie, który w najbliższej przyszłości prawdopodobnie przesunie się do kategorii wymierających, jeśli nadal będą działać czynniki zagrożenia. W latach 1995–2004 i powtórnie od roku 2014 gatunek ten objęty ochroną częściową  bez możliwości zastosowania wyłączeń spod ochrony uzasadnionych względami gospodarki rolnej, leśnej lub rybackiej.
Saprotrof. Rozwija się na martwym drewnie, głównie drzew iglastych, zwłaszcza świerków. Owocniki wyrastają kępami na leżących na ziemi pniach drzew.

## Gatunki podobne
Kruchaweczka brudnobiała (Psathyrella cotonea) jest również łuskowata, ale jej łuski są przylegające, a na trzonie nie tworzy się pierścień, poza tym rośnie na drewnie drzew liściastych, głównie buków. Młode owocniki kruchaweczki meduzogłowej są podobne do łuskwiaka topolowego (Pholiota populnea), ten jednak rośnie na topolach.